# Dunaharaszti
Dunaharaszti é uma cidade da Hungria, situada no condado de Peste. Tem 29,17 km² de área e sua população em 2019 foi estimada em 21.901 habitantes.